# Selenomonas sputigena
Espèce
Selenomonas sputigena est une espèce bactérienne à Gram négatif faisant partie du genre Selenomoas de la famille des Selenomonadaceae dans le phylum des Bacillota. Cette bactérie pathogène humaine est désormais connue pour stimuler l'apparition des caries dentaires.

## Historique
C'est d'abord sous le nom de Spirillum sputigenum que l'espèce Selenomonas sputigena a été décrite par Carl Flügge.

## Description
Les bactéries de l'espèce Selenomonas sputigena sont des bactéries gram négatives anaérobies obligatoires et ne formant pas de spores. Les cellules sont mobiles par l'intermédiaire de flagelles latéraux.

## Taxonomie
Le nom correct complet (avec auteur) de ce taxon est Selenomonas sputigena (Flügge 1886) Boskamp 1922.

### Étymologie
L'étymologie de cette espèce S. sputigena est la suivante : spu.ti.ge’na. L. neut. n. crachat; Gr. ind. v. gennaô, produire; N.L. fem. adj. sputigena, produit des crachats. Le nom de cette espèce est validé par l'ICSP dans la liste des noms approuvés de 1980.

### Synonymes
Selenomonas sputigena a pour synonyme :
- Spirillum sputigenum Flügge 1886